# Santa Lucía (Uruguay)
Santa Lucía es una ciudad del departamento de Canelones, Uruguay. Es además sede del municipio homónimo.

## Geografía
La localidad se ubica al noroeste del departamento de Canelones, sobre la margen este del río Santa Lucía (límite con el departamento de San José). Las localidades más próximas son Pueblo Nuevo (5 km), Ituzaingó (7 km), 25 de Agosto (10 km) y Canelones (15 km).

La cercanía del río ha determinado inundaciones estacionales, en marzo de 2024 la cota del río Santa Lucía, alcanzó los 12 metros (m) frente a la ciudad. El agua anegó 50 manzanas de la ciudad y determinó 3000 evacuados.
 En el evento de junio 2019, la lluvia acumulada de 5 días fue de 72,04 milímetros (mm), antes del 16 de junio en la cuenca del río Santa Lucía, con antecedente de suelo húmedo. La mayor cantidad de precipitación se generó en la cabecera de la cuenca del río Santa Lucía Chico, la cual transita hacia la ciudad. La altura fue de 11.48 m.

## Historia

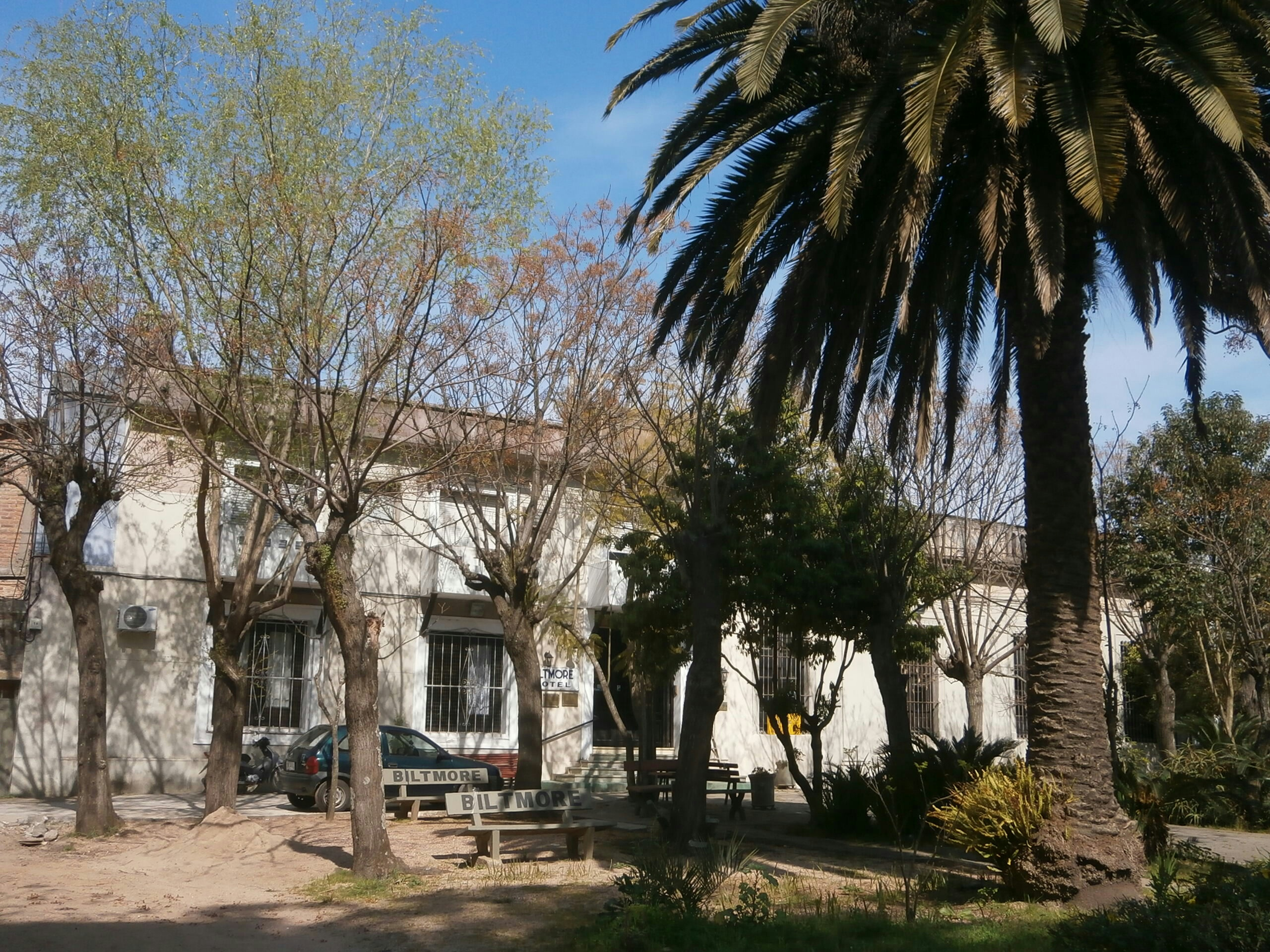
El Hotel Biltmore, primer hotel turístico de Uruguay.

Sus comienzos datan del año 1739,  llamado «Guardia de los Paraguayos» por ser su pobladores oriundos de la misma gobernación.
Pasan algunos años hasta que el 26 de octubre de 1781, llegan al lugar Francisco Zurdo y acompañado de su familia quines serían los primeros pobladores. Días más tarde el 9 de noviembre de ese mismo año, por orden del entonces virrey Juan José de Vértiz y con consentimiento del propietario se produce el reparto de tierras, que comprendía la zona desde el paso del arroyo Canelón Grande al paso del Bote sobre el río Santa Lucía. En 1783 se realiza el primer cabildo de la ciudad siendo su primer nombre el de Villa San Juan Bautista. En ese mismo año se produce su fundación legal, si bien el comienzo del proceso se inicia en 1781.
Su primera capilla, que se denominara San Juan Bautista, comenzó a construirse el 1.º de diciembre de 1782, quedando finalizada pocos meses después. Años más tarde, en 1830 se coloca la piedra fundamental de la nueva iglesia, pero dicha obra no se concreta hasta que en 1854 se obtienen los fondos para tal fin, siendo el arquitecto Alberto Capurro el director de la obra que finalizara varias décadas después con la consagración de la Parroquia San Juan Bautista.
A partir del año 1862, comienzan a instalarse en la localidad varias casas quintas y Palacetes que se caracterizaban por ser viviendas suntuosas, con grandes jardines y usadas para veraneo, un ejemplo de ello es el Palacio Lacueva, que fuera construido por la familia Lacueva en 1866. Esto lleva a que la localidad sea considerada como el primer centro turístico del país.
En 1872 llega el servicio de ferrocarril a la localidad inaugurándose la estación Santa Lucía. En ese mismo año, el 1.º de septiembre, se inaugura el primer hotel turístico de Uruguay, que hasta el año 1920 se denominó Hotel Oriental, en dicho año cambia su nombre por el de The Biltmore Hotel.

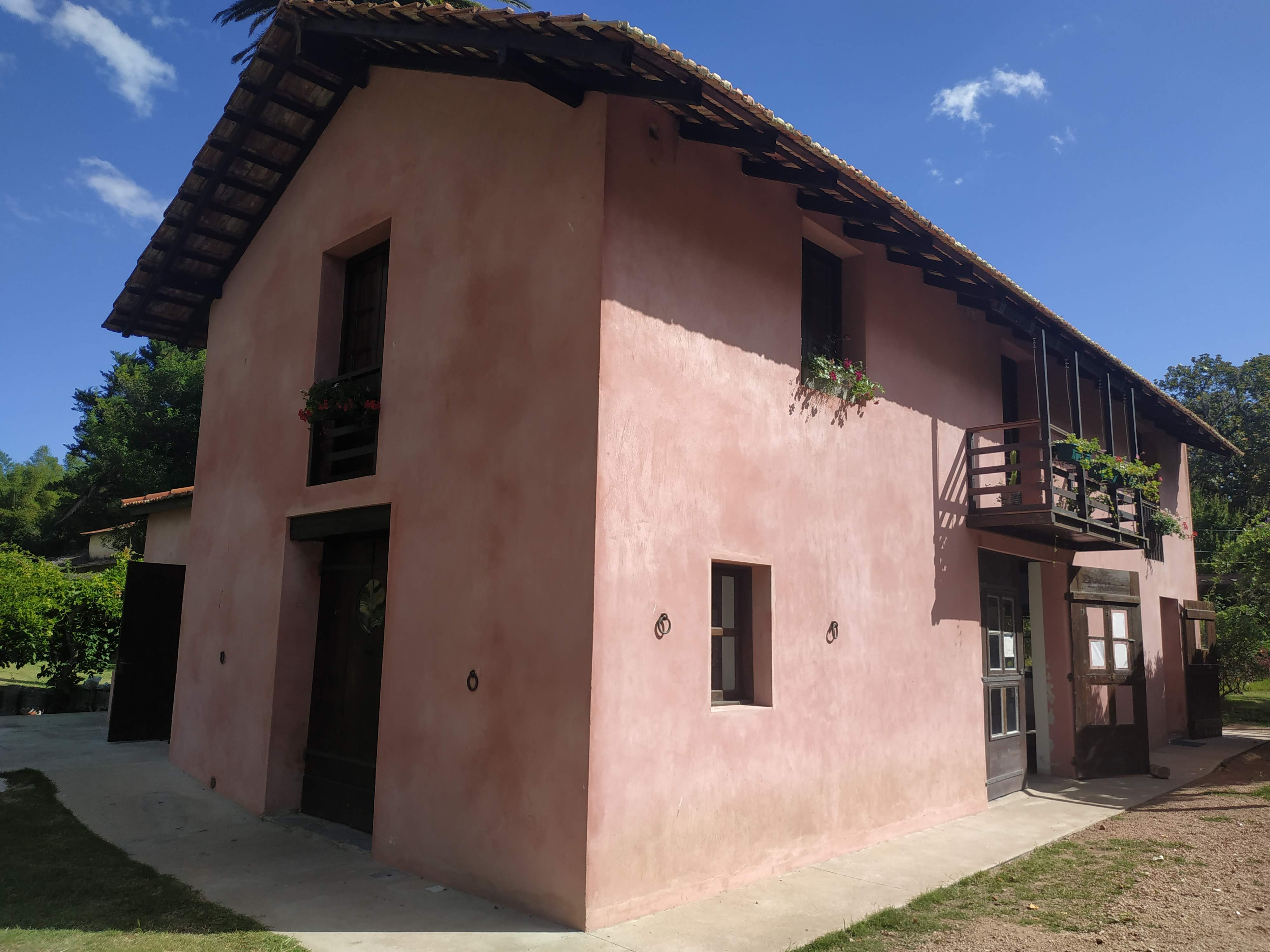
Vivienda de caseros y caballerizas de la Quinta Capurro restaurada entre el 2018 y 2020. La construcción data de 1873. Actualmente funciona una cafetería y oficinas.

En 1873 Federico Capurro compró 9 hectáreas donde construyó una casa de veraneo para las familias aristocráticas más pudientes de finales del siglo XIX y principios del siglo XX. Esta casa de veraneo es conocida hoy en día como la Quinta Capurro y presenta un gran jardín con valiosa diversidad botánica. 
El 15 de mayo de 1925, por Ley 7.837, la Villa San Juan Bautista es elevada a la categoría de ciudad y cambia su nombre al actual Santa Lucía.
A partir del año 1920 decae su actividad turística, debido al surgimiento de los balnearios en las costas de Canelones y Maldonado. Sin embargo a partir de la década de 1940 se convierte en una importante zona fabril, aprovechando el proteccionismo económico que el país llevó a cabo hasta finales de la década del 70. Luego de la apertura económica, este auge llegó a su fin y Santa Lucía pasa a ser un centro de servicios, en cuyos alrededores se desarrolla la agricultura.

## Población
Según el censo de 2023 la ciudad cuenta con una población de 17 381 habitantes.
| 12 647        | 14 079 | 14 951 | 16 764 | 16 475 | 16 742 | 17 381 |
| (Fuente: INE) |        |        |        |        |        |        |

## Economía
Santa Lucía es un centro de servicios en un área agrícola lechera y de granjas.

## Transporte

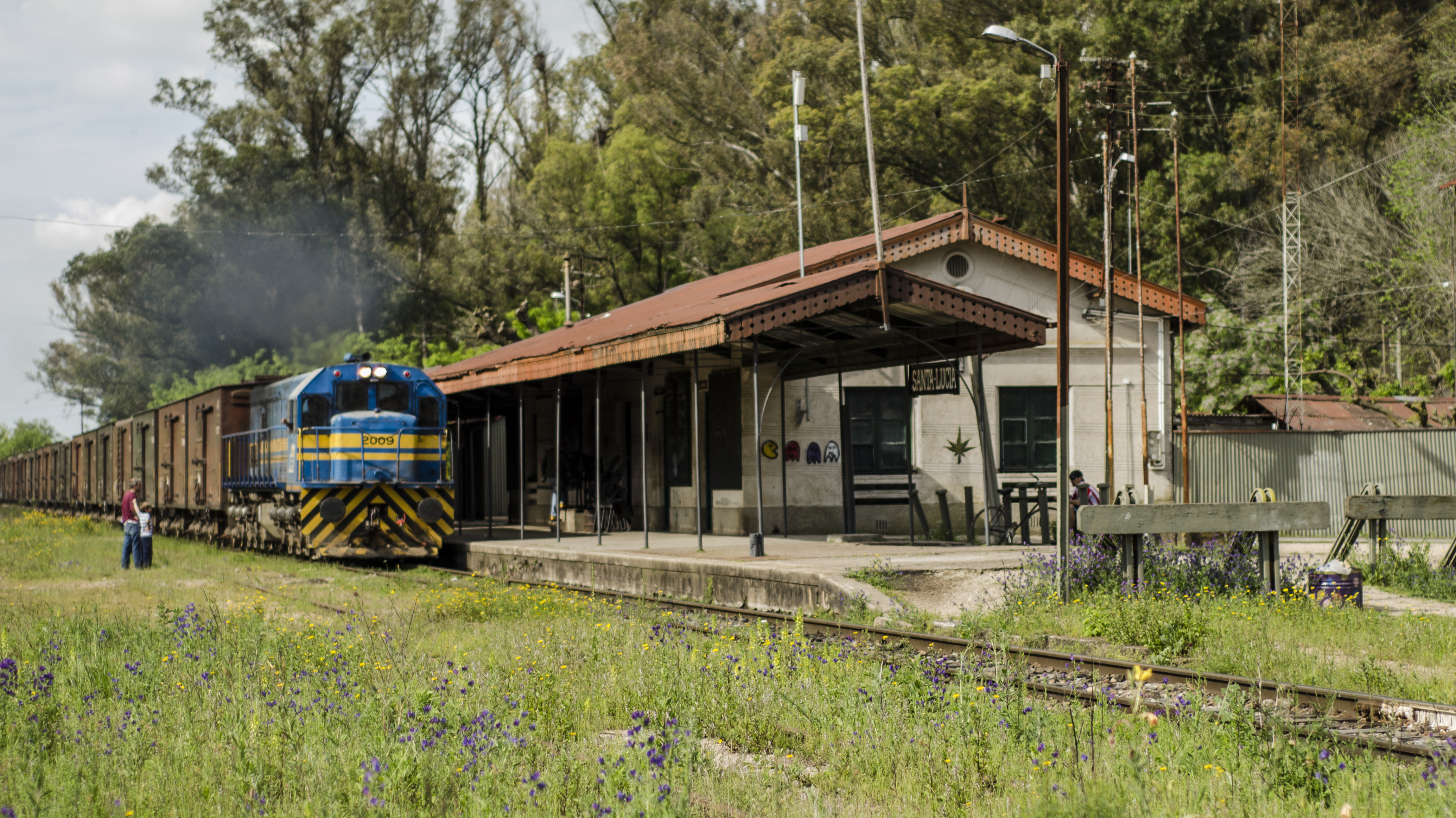
Estación de trenes de la ciudad.

### Ómnibus

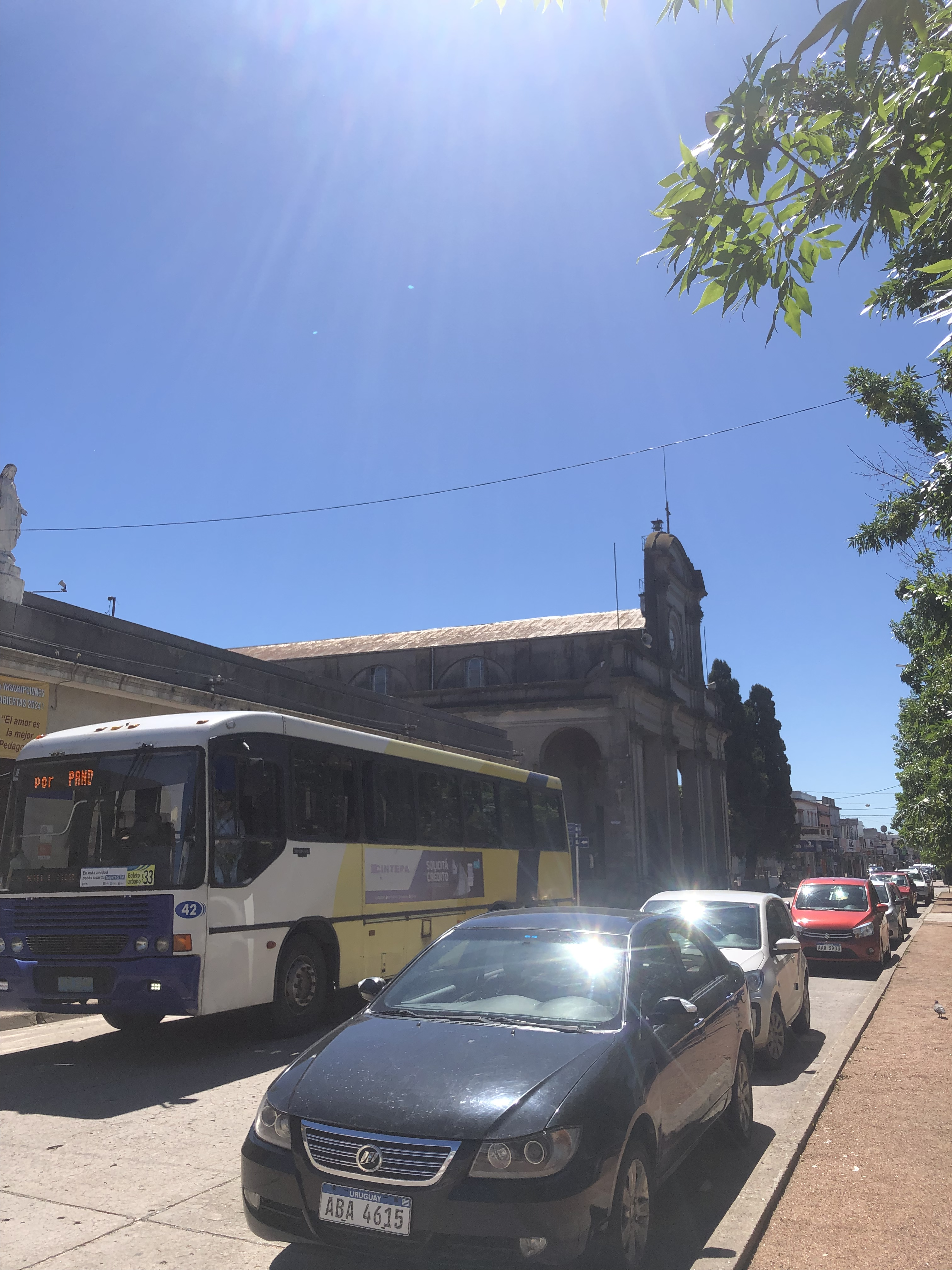
Coche de la empresa Zeballos Hermanos circulando por la Avenida Rivera, pasando frente a la plaza principal de la ciudad.

La ciudad se conecta a través de servicios regulares de ómnibus con las siguientes ciudades: Montevideo, Canelones, San José, Florida, Colonia del Sacramento, Piriápolis, Maldonado, Punta del Este,Young,Trinidad y Paysandú.

### Ferrocarril
Existía un servicio regular de trenes, operado por AFE que la conectaba con Montevideo y 25 de Agosto, así como con las estaciones intermedias de La Paz, Las Piedras, Progreso, Juanicó y Canelones. Esta estación ya no está en uso y actualmente es un lugar patrimonial de la ciudad.

### Carreteras
Santa Lucía se conecta a través de las siguientes rutas nacionales:
- Ruta 11, con las ciudades de San José, Canelones y Atlántida.
- Ruta 46, con Aguas Corrientes, Los Cerrillos  y Canelones.
- Ruta 63, con San Ramón
- Ruta 81, con San Bautista

## Personas destacadas
- Álvaro Armando Vasseur (1878-1969), poeta.
- Clemente Estable (1894-1976), maestro, investigador, pedagogo.
- José Carlos Cancela, futbolista.
- Julio César Bonino (1947-2017), obispo católico de Tacuarembó.
- Ney Castillo, médico pediatra, oncólogo y político colorado.
- Roberto Diringuer, cantante, intérprete, guitarrista, director, docente y compositor folclorista.
- Fabricio Ferrari, ciclista.
- Fernando González, exfutbolista, entrenador.
- Julio Sánchez Padilla (1932-2020), empresario, periodista y político colorado.
- Walter Santoro (1922-2011), abogado y político perteneciente al Partido Nacional.
- Ridel Perez, intérprete, guitarrista, docente y compositor folclorista.
- Rosario Martínez (1957-2021), entrenador de fútbol
- Maximiliano Calzada, futbolista
- Julio Brum, músico, compositor, gestor cultural. Especializado en música infantil integra el Movimiento de la Canción Infantil Latinoamericana y Caribeña. Fundador del Taller Uruguayo de Música popular, creador del proyecto de Murga Joven y uno de los que diseño el Programa Esquinas de la Cultura en Montevideo. tiene grabados 13 discos.
- Bari González Modernel (1924-1995), político perteneciente al (Partido Nacional)
- Ismael Ceni, político perteneciente al Partido Nacional (en una época complicada desde su panadería vendía el pan más barato para el pueblo, por el que tuvo un reconocimiento de la ciudad)

## Medios de comunicación
Actualmente la localidad cuenta con varios medios de comunicación, entre los cuales se encuentran los siguientes:
- 90.1 FM Ideal - Radio comercial con alcance regional
- 90.7 Espika FM - Radio comunitaria con alcance local
- Canal 11 - Canal de cable local que emite en canales de otras empresas de televisión para abonados
- altavoz.uy - Diario digital que cubre noticias locales, departamentales y nacionales.
- Semanario El Pueblo - Publicación semanal con 100 años de trayectoria